# Путеуборочная машина
Путеуборочная машина, (ПУМ) — путева́я машина для уборки с железнодорожного пути загрязнённого балласта, шлака, снега, а также для сколки льда, углубления междупутий и подбора сплывов грунта с откосов выемок и косогоров. Применяется при ремонте и текущем содержании пути.

## История появления
Первые ПУМ созданы для железных дорог СССР в 1940-е годы инженером В.X. Балашенко.
В 1983 году спроектирована самоходная, более производительная ПУМ с гидравлической системой управления.

## Конструкция и принцип работы
Рабочие органы ПУМ — два дисковых рыхлителя — служат для рыхления грунта на междупутье и на обочине. Собирающее устройство состоит из двух крыльев с подкрылками для подачи материала из междупутья в середину колеи. Средний цепной ковшовый элеватор убирает материал из колеи и грузит на ленточный конвейер. Два боковых элеватора забирают материал с междупутья или обочины и углубляют междупутье на 0,5 метра. Продольный и поворотный ленточные конвейеры перемещают погруженный элеваторами материал в прицепленные к ПУМ полувагоны, в которых расположены пластинчатые конвейеры для перемещения материала вдоль состава. Скалывающее устройство в виде щитов с зубьями служит для рыхления льда или уплотнённого снега. Погрузка материала производится также в обычные полувагоны или платформы, стоящие на соседнем пути, для чего поворотный конвейер разворачивается поперёк пути. Привод рабочих органов электрический (от установленной на машине электростанции). Управление рабочими органами пневматическое. Сжатый воздух подаётся от компрессора, находящегося на локомотиве, который перемещает ПУМ.
Модернизированная конструкция ПУМ оснащена щёточным ротором-питателем, забирающим с пути материал на всю глубину до поверхности шпал, а также боковыми щётками для очистки междупутий и наклонным конвейером для погрузки забираемого ротором материала на продольный конвейер.

## Путеуборочная машина системы Балашенко ЗУБ
Путеуборочная машина системы Балашенко — машина предназначена для уборки с путей загрязненного балласта и шлака, углубления междупутий, уборки оплывов, откосов и косогоров. Кроме того, её используют для очистки станционных путей от снега и сколки льда.
Технические характеристики:
- Производительность машины — 600 м³/ч
- Скорость машины:  
  - рабочая — 3—5 км/ч
  - транспортная  50 км/ч
- Габаритность — 1-В
- База — 14500 мм
- Управление механизмами — пневматическое
- Привод рабочих органов — электрический
- Общая длина — 25000 мм
- Высота — 5100 мм
- Общий вес — 74,2 т
- Обслуживающая бригада — 3 чел